# Ozarba violascens
Ozarba violascens is een vlinder van de familie van de uilen (Noctuidae). De wetenschappelijke naam van deze soort is voor het eerst voorgesteld als Oedicodia violascens door George Francis Hampson in een publicatie uit 1910.
De soort komt voor in Saudi-Arabië, Oman, Jemen, Eritrea en Kenia.